# Ohio Range
Die Ohio Range ist ein etwa 48 km langer und rund 16 km breiter Gebirgszug im westantarktischen Marie-Byrd-Land. Als das nordöstliche Ende der Horlick Mountains erstreckt er sich in westsüdwestlich-ostnordöstlicher Ausrichtung vom Eldridge Peak bis zur Mirsky Ledge. Er besteht hauptsächlich aus großen, schneebedeckten Plateaus mit steil nach Norden abfallenden Kliffs sowie einigen abgeflachten Bergrücken und Gipfeln. 
Das Gebiet wurde 1958 bis 1959 im Rahmen des United States Antarctic Program kartografisch erfasst und von 1960 bis 1961 sowie von 1961 bis 1962 durch Geologen des Instituts für Polarstudien der Ohio State University untersucht, die dem Gebirge seinen Namen gab. 